# Дом, где жил Н. А. Вербицкий
Дом, где жил Н. А. Вербицкий — памятник истории местного значения в Чернигове. Сейчас служит жилым усадебным домом.

## История
Распоряжением Черниговской областной государственной администрации от 28.12.1998 № 856 присвоен статус памятник истории местного значения с охранным № 3453 под названием Дом, где жил и работал прозаик и поэт Н. Вербицкий (1843-1909 годы).
Приказом Департамента культуры и туризма, национальностей и религий Черниговской областной государственной администрации от 07.06.2019 № 223 для памятника истории используется название Дом, где жил писатель Н. Вербицкий (1843-1909 годы).
Здание имеет собственную «территорию памятника» (границы усадьбы), расположено в «комплексной охранной зоне памятников исторического центра города», согласно правилам застройки и использования территории. На здании установлена информационная доска.

## Описание
Дом построен в 19 веке на Успенской улице. Кирпичный, одноэтажный, прямоугольный в плане дом, с четырёхскатной крышей.  
В доме жил украинский поэт и русский прозаик, педагог Николай Андреевич Вербицкий. Преподавал в Черниговской классической мужской гимназии. 
На фасаде здания установлена мемориальная доска с барельефом Николаю Андреевичу Вербицкому.
Сейчас служит жилым усадебным домом.